# Imboden (huyện)
Huyện Imboden (tiếng Pháp: District du Imboden, tiếng Đức: Bezirk Imboden) là một huyện hành chính của Thụy Sĩ. Huyện này thuộc bang Graubünden. Huyện Imboden có diện tích 204 km², dân số theo thống kê của cục thống kê Thụy Sĩ năm 1999 là 16931 người. Trung tâm của huyện đóng ở Domat/Ems. Mã của huyện là 1824.